# Брайън Перо
Бриан Перо (на френски: Bryan Perro, Bryan Perrault), неправилно изписван Брайън Перо по произношението на английски, е канадски фентъзи писател.
Роден е в град Шавиниган, провинция Квебек, Канада на 11 юни 1968 г.
Най-известната му творба е поредицата книги „Амос Дарагон“. Тя съдържа 12 книги, разказващи за приключенията на младежа Амос Дарагон, който става „пазител на маските“. Основана е на разни митологии, основно на скандинавската. Публикувана е на 18 езика, като сред тях са френски, руски, бразилски португалски, японски и български. Първото и единствено българско издание на поредицата е на издателство „Хермес“ в периода 2005 – 2006 г. Издадени са само 6 от книгите.